# Olimpijski tor kolarski w Atenach
Olimpijski tor kolarski w Atenach (gr. Ολυμπιακό Ποδηλατοδρόμιο) – kryty tor kolarski położony na terenie kompleksu olimpijskiego w Amarusionie (aglomeracja Aten), w Grecji. Został otwarty w 1991 roku, w roku 2004 został zadaszony. Obiekt może pomieścić 5000 widzów, z czego 1500 miejsc przeznaczonych jest dla dziennikarzy i 400 dla oficjeli. Długość drewnianego toru kolarskiego wynosi 250 m.
Kontrakt na budowę welodromu podpisano 5 maja 1988 roku, a obiekt gotowy był wiosną 1991 roku. Tor powstał z myślą o organizacji igrzysk śródziemnomorskich w 1991 roku, których był jedną z aren. Został wybudowany w pobliżu Stadionu Olimpijskiego w Amarusionie (aglomeracja Aten) i jest częścią kompleksu olimpijskiego. Pierwotnie nie był on zadaszony. W latach 1992 i 1999 obiekt gościł mistrzostwa świata juniorów w kolarstwie torowym. Odbywały się na nim też m.in. zawody w ramach Pucharu Świata czy krajowe mistrzostwa. W 2004 roku, w związku z organizacją Letnich Igrzysk Olimpijskich 2004, tor został zadaszony według projektu Santiago Calatravy, stając się przy okazji jedynym krytym torem kolarskim w kraju. Oddanie do użytku po modernizacji nastąpiło 30 czerwca 2004 roku. W sierpniu 2004 roku, w ramach igrzysk, na arenie rozegrano konkurencje kolarstwa torowego. We wrześniu tego samego roku tor posłużył również przy okazji Letnich Igrzysk Paraolimpijskich 2004. W 2006 roku przestrzeń pomiędzy trybunami, a dachem została zabudowana szklaną fasadą, dzięki czemu obiekt stał się w pełni zamkniętą konstrukcją.